# فيكتور غارسيا مارين
فيكتور غارسيا مارين (بالإسبانية: Víctor García Marín) (31 مايو 1994 في إسبانيا - ) هو لاعب كرة قدم إسباني في مركز جناح ‏. لعب مع نادي تينيريفي وAE Prat ‏ وCF Pobla de Mafumet ‏ وتينيريفي ب ونادي كورنيا.

## وصلات خارجية
- فيكتور غارسيا مارين على موقع قاعدة بيانات كرة القدم.إي يو (الإنجليزية)
- فيكتور غارسيا مارين على موقع Soccerway.com (الإنجليزية)
- فيكتور غارسيا مارين على موقع AS.com (الإسبانية)